# Raïon de Makarov
Le raïon de Makarov (russe : Макаровский райо́н) est l'une des dix-sept subdivisions administratives (raïons) de l'oblast de Sakhaline, à l'est de la Russie. En tant que division municipale, il est intégré à l'okroug urbain de Makarov. Il est situé à l'est de l'oblast. Sa superficie est de 2 148,4 km2. Son centre administratif est la ville de Makarov. La population du raïon (en excluant le centre administratif) était de 8 579 (2010); 9 774 (2002) 14 993 (1989).